# Бгакті
Бга́кті (санскр. भक्ति, bhakti IAST — «відданість», «віддане служіння») — поняття в індуїзмі, та йозі, що, з релігійної точки зору, використовується для позначення взаємовираження емоційної прихильності та любові між відданим (бгактою) та особистісною формою Бога. Часто дається визначення бгакті як «служіння Богу з любов'ю та відданістю».
У вайшнавізмі бгакті спрямована виключно до Вішну і його аватарів (в основному до Крішни і Рами), тоді як в традиціях шайвізму й шактизму це поняття також використовується у відношенні до Шіви й Шакті.
Бгакті як один із видів йоґи (бгакті-йоґа) докладно описується в «Бгаґавад-ґіті» — священному писанні індуїзму, в якому на думку багатьох відображена основна суть ведичного знання. Бгакті там проголошується найпіднесенішою формою релігійної практики, яка стоїть вище шляху знання ґ'яни та шляху чеснотної діяльності карми, і заради якої всі інші Дгарми повинні бути відкинуті. Бгакті також відіграє центральну роль в іншому священному писанні індуїзму — «Бгаґавата-пурані», яка вважається однією з головних пуран. Як у тому, так і в іншому тексті, бгакті оголошується головним з шляхів, що ведуть до духовної досконалості.
Традиція бгакті вже була присутня в ведичний період, але широко поширилася тільки в VI-X століттях, спочатку в Південній Індії, а потім і в Північній. Своє вираження вона знайшла в поемі і гімнах альварів і наянарів, складених тамільською мовою і присвячених Вішну і Шиві. Подібно до традицій мирської еротичної поезії, поети-бгакти часто застосовували до Бога почуття розлуки жінки зі своїм коханим.
Течії в індуїзмі, в яких бгакті є основною практикою, називають рухами бгакті. Хоча бгакті є також частиною шиваїзму й шактизму, рух бгакті головним чином був саме вайшнавським. Одним з основних напрямків бгакті в вайшнавізмі, що отримав найбільше поширення в Східній Індії — Бенґалії, Оріссі та Асамі — став Ґаудія-вайшнавізм, також відомий як крішнаїзм, основоположником якого на початку XVI століття виступив Чайтанья.

## Традиції бгакті
Більшість рухів бгакті вирізняла і відрізняє відкритість для всіх людей, незалежно від статі або кастової приналежності. Об'єктами поклоніння в традиціях бгакті виступають різні форми або іпостасі Бога - Вішну, Шива, або Богиня-мати Шакті.
Вішну-бгакті ґрунтується на відданості як самому Вішну, так і його аватарам, таким як Крішна, Рама і Нарасімга. Поклоніння Крішні і Рамі відповідно називається Крішна-бгакті та Рама-бгакті. У таких течіях вайшнавізму, як валлабга-сампрадая, німбарка-сампрадая і ґаудія-вайшнавізм, Крішні поклоняються не просто як аватарі, а як Верховній іпостасі Бога та джерела всіх аватар.
Шива-бгакті пов'язана з численними втіленнями Шиви на землі, в якому він з'являється в самих різних формах, навіть у таких як проводир мисливського племені, недоторканий або мусульманин.
Бгакті у відношенні до богині-матері, що є частиною традиції шактизму, має більш місцевий характер і не поширена так широко, як вайшнавська і шиваїстська бгакті. Бгакті в контексті шактізма виражається в храмовому поклоніння і святах, присвячених жіночому аспекту Бога, що проявляється в різних іпостасях, таких як Дурґа, Калі, Лакшмі та інші.
Основними релігійними практиками для послідовників традицій бгакті є оспівування або повторення імен Бога (бгаджана або кіртана), здійснення паломництва святими місцями, використання певних відмінних знаків (таких як тілака). Іншою частою практикою є здійснення щоденних підношень для мурті Бога (найведья), які проводяться як у храмі, так і вдома. Вони в основному складаються з квітів, фруктів та інших вегетаріанських продуктів. Після здійснення обряду в храмі, пуджарі (священик) роздає їжу та інші елементи, які після підношення мурті вважаються прасадом (що в буквальному перекладі означає «милість»). Важливою частиною ритуальної практики є даршана - відвідування храму з метою побачити мурті Бога.

## Бгакті в практичному індуїзмі
У практичному індуїзмі, бгакті природним чином зводить разом дві здається зовсім різні мети: отримання допомоги Бога в розв'язанні мирських проблем та встановлення духовних особистісних взаємин з Богом. Бгакті об'єднує особистість що поклоняється і об'єкт поклоніння без втрати індивідуальної природи кожного з них. Хоча деякі традиції бгакті виступають проти ритуального поклоніння, бгакті у повсякденному житті індуса полягає саме в обрядовій практиці, виконання обітниць і здійсненні паломництва. Ці три елементи виступають як основні аспекти практичного індуїзму.
Теїстичне бгакті — легкий шлях, слідування якому доступно кожному з причини відсутності необхідності проведення дорогих ведичних яґій, здійснення важких асекз та вивчення священних писань - практик, які традиційно призначені для представників вищих станів суспільства чоловічої статі. Бгакті, однак, відкрита для всіх, незалежно від соціального положення або статевої приналежності. Обраний Ішта-дева допомагає індусу в досягненні вищої мети життя або, як мінімум, захищає його від труднощів, що виникають у повсякденному житті. У той же самий час, певна форма Бога або дева виступають як об'єкт чистої і беспричинної любові й відданості, висловлюваних на ранковій пуджі під час запалювання пахощів або в молитві перед мурті у храмі або на домашньому вівтарі.
Як масова форма релігійного життя бгакті отримала поширення в епоху пізнього середньовіччя. В XV-XVI століттях рух бгакті досягло апогею. В цей же час утворилися основні школи бгакті в індуїзмі, що існують і дотепер. У цих регіональних традиціях отримали розвиток певні види любовних взаємин між бгактою й однією з форм Бога. Вони були аналогічні людським взаєминам - бгакта відчував ті ж почуття, що слуга до свого пана, батько або мати у відношенні до своєї дитини чи, у традиціях Крішна-бгакті, почуття, які жінка відчуває до свого коханого. В Південній Індії, тамільською та іншими дравідійськими мовами були також складені поеми, присвячені Шіві. В Бенгалії, Чайтанья (1486-1534) оголосив вищою формою бгакті любов Радги до Крішни - пристрасні почуття дівчини до свого коханого. У заснованій Чайтаньєю традиції ґаудія-вайшнавізму, він розглядається як об'єднана аватара Радги і Крішни, як Крішна в умонастрої Радги, що з'явився в цій формі з метою осягнути всю глибину любові, яку Радга - його жіноча іпостась і енергія насолоди, відчуває до нього. Сучасник Чайтаньї Валлабга (1479-1531) вихваляв відносини з Крішною не тільки як з коханим, але і як з божественною дитиною. В XVI столітті Тулсідас переказав «Рамаяну» у своїй поемі «Рамачарітаманаса» («Океан діянь Рами»), де висловив свою відданість Рамі як другу. Святий-поет Кабір (1440-1518) створив свого роду синтез між ідеями бгакті та містичними елементами суфізму, взятими з ісламу.
Вплив бгакті був дуже великим і наклав відбиток на всю подальшу історію Індії. За силою (але не за суттю) того впливу, що рух бгакті зробив на релігійне і культурне життя Індії, його можна порівняти з Реформацією в Європі.

## Кінцева мета бгакті
Відмінною особливістю бгакті є те, що в практиці бгакті не існує різниці між метою і засобами її досягнення. Іншими словами, бгакті, любов і відданість Всевишньому, досягається шляхом повного залучення до відданного служіння, шляхом повного занурення в бгакті, що також виступає як кінцева мета. Різниця між початковою та кінцевою стадією в цьому процесі полягає в тому, що на початку діяльність виконується з почуття обов'язку, тоді як на стадії досконалості бгакті є спонтанною та заснована виключно на любовних взаєминах між бгактою і об'єктом його любові і відданості.

## Класифікація бгакті
У писанні «Нарада-бгакті-сутра», автором якого в індуїстській традиції прийнято вважати ріші Нараду, Нарада викладає 11 видів бгакті, ґрунтуючись на різних типах взаємин, які можуть існувати між бгактою і Богом. У «Шрімад-Бгаґаватам» Прахлада пояснює дев'ять форм бгакті. Згідно з Шанкарі бгакті є одним з етапів у процесі пошуку індивідом своєї істинної природи.У вірші 61 своєї праці «Шіванандалахарі» він перераховує п'ять аналогій бгакті.
Детальніша класифікація бгакті була представлена вайшнавським святим і богословом XVI століття Рупою Ґосвамі, який належав до традиції Крішна-бгакті Чайтан'ї. У своїй праці «Бгакті-расамріта-сіндгу» він визначив п'ять основних видів бгакті, званих бгава: 
1. Шанта-бгава - нейтральні відносини з Богом
2. Дасья-бгава - зв'язок з Богом відносинами слуги і пана
3. Сакхья-бгава - спілкування з Богом як з другом
4. Ватсалья-бгава - виконання ролі батька чи матері Бога
5. Мадгурья-бгава - відношення до Бога як до свого улюбленого

Відносини з Богом як з улюбленим розглядаються як найбільш піднесена форма бгакті, яка включає в себе всі інші. Вищим проявом цієї любові Рупа Ґосвамі називає любов ґопі Вріндавана до Крішни.

## Мішра-(змішане) та шуддга-(чисте) бгакті
Бгакті може бути забруднене кармою, гйаною та йогою. У цьому випадку воно називається мішра-бгакті. Чисте бгакті називається шуддга-бгакті. 
До сакама-бгакті - бгакті, забруднене камою, матеріальними бажаннями, відносять три категорії карма-мішра-бгакт (див.  [Архівовано 1 грудня 2010 у Wayback Machine.]). Коли такі карма-мішра-бгакти очищуються від матьеріальних бажань, ками, вони називаються гйана-мішра-бгактами, або нішкама-бгактами. Тобто сакама-югакті перетворюється на нішкама-бгакті, коли відбувається очищення від ками/карми. Вище за гйана-мішра-бгакті - йога-мішра-бгакті, але чисте віддане служіння, кевала/шуддга-бгакті - найкраще, оскільки приводить до найвищої цілі не за кілька життів (як у пипадку мішра-бгаткі), і не за мільйони життів (як у випадку просто карми, гйани чи йоги - без додавання бгакті), а практично за одне життя. Воно дуже рідко досягається.